# هرمان‌پلاتس (متروی برلین)

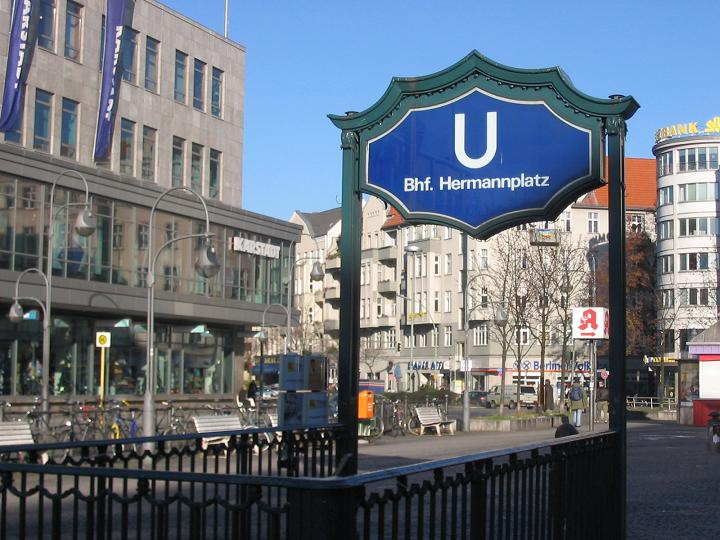
ورودی ایستگاه

هرمان‌پلاتس (آلمانی: Hermannplatz) ایستگاه متروی متروی برلین در بخش نویکولن است که او۷ و او۸ را بهم متصل می‌سازد. این ایستگاه یکی از شلوغ‌ترین ایستگاه‌های متروی برلین است.